# Кочуров, Юрий Владимирович
Юрий Владимирович Кочуров (1907—1952) — советский композитор.

## Биография

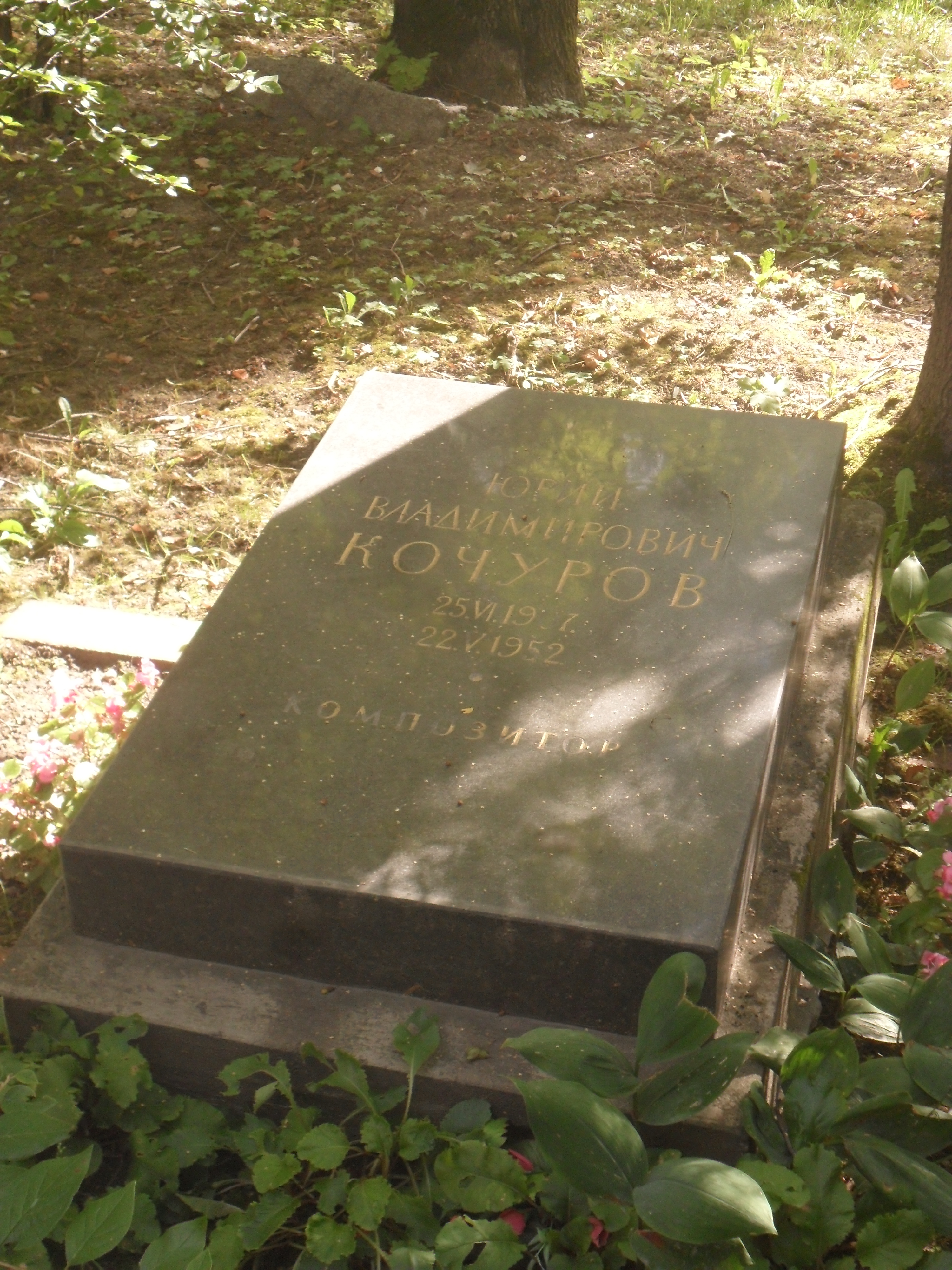
Могила Кочурова на Литераторских мостках в Санкт-Петербурге.

Родился 11 (24) июня 1907 года в Саратове. В 1931 году окончил ЛГК имени Н. А. Римского-Корсакова (класс композиции В. В. Щербачёва). Автор произведений для солистов, хора и оркестра, музыки к спектаклям, кинофильмам, а также ряда камерно-инструментальных сочинений. Отредактировал партитуру оперы П. И. Чайковского «Воевода» (поставлена в 1949 году в Ленинграде). С 1947 года преподавал в ЛГК имени Н. А. Римского-Корсакова (с 1950 года доцент).
Умер 22 мая 1952 года. Похоронен в Ленинграде на Литераторских мостках Волковского кладбища.
Памяти Кочурова посвящена Нения для виолончели и фортепьяно (1954) Валериана Богданова-Березовского.

## Творчество
- 2 симфонии (1948, «Макбет»; 1951)
- «Героическая ария» для меццо-сопрано и оркестра (1943)
- Торжественный марш (1945)
- Суворовская увертюра (1942—1943, 2-я ред. 1944)
- пьесы для фортепиано (в том числе «Adagio», «Интермеццо»)
- пьесы для скрипки и фортепиано («Мелодия», «На озере», «Ноктюрн», «Поэма» — автограф, не издана)
- Соната для виолончели и фортепиано
- романсы
- песни («Ястребки», «Проводы» и др.)

Вокальное творчество Юрия Кочурова подробно исследовала музыковед, профессор ЛГК им. Н. А. Римского-Корсакова Екатерина Александровна Ручьевская. Благодаря её ученикам издана книга, включающая в себя письма и перечень всех произведений Ю.Кочурова, в том числе неопубликованных.

## Фильмография
- 1933 — Падший ангел
- 1935 — Сокровище погибшего корабля
- 1936 — Юность поэта
- 1938 — Враги; Профессор Мамлок
- 1949 — Александр Попов

## Награды и премии
- Сталинская премия третьей степени (1952) — за романсы «Любовь», «Весна», «Родник», «Посвящение», «Радость жизни», «После дождя».